# Mahad
Mahad là một thành phố và là nơi đặt hội đồng đô thị (municipal council) của quận Raigarh thuộc bang Maharashtra, Ấn Độ.

## Địa lý
Mahad có vị trí 18°05′B 73°25′Đ / 18,08°B 73,42°Đ Nó có độ cao trung bình là 26 mét (85 feet).

## Nhân khẩu
Theo điều tra dân số năm 2001 của Ấn Độ, Mahad có dân số 24.275 người. Phái nam chiếm 53% tổng số dân và phái nữ chiếm 47%. Mahad có tỷ lệ 79% biết đọc biết viết, cao hơn tỷ lệ trung bình toàn quốc là 59,5%: tỷ lệ cho phái nam là 82%, và tỷ lệ cho phái nữ là 76%. Tại Mahad, 12% dân số nhỏ hơn 6 tuổi.